# Stenalpheops
Stenalpheops is een geslacht van kreeftachtigen uit de klasse van de Malacostraca (hogere kreeftachtigen).

## Soorten
- Stenalpheops anacanthus Miya, 1997
- Stenalpheops crangonus (Anker, Jeng & Chan, 2001)